# Remington Outdoor Company
A Remington Outdoor Company é uma empresa holding Norte americana, fabricante de armas de fogo, munição, e produtos correlatos, para caça, esportes de tiro, forças policiais e militares.
Ela adquiriu algumas marcas famosas desse mercado, como: a Bushmaster, a DPMS, a Remington e a Marlin.
Uma série de processos e questionamentos sobre a legislação sobre armas nos Estados Unidos, estão contribuindo para os problemas financeiros e de mercado enfrentados pela Remington Outdoor Company. Um desses processos, foi adiado devido ao pedido de falência de Remington em 2018. Em 14 de março de 2019, a Suprema Corte de Connecticut decidiu que o processo poderia prosseguir com a sustentação da "Lei de práticas comerciais desleais" daquele Estado.
A decisão da Suprema Corte de Connecticut foi "uma evolução significativa na longa batalha entre os partidários do controle de armas e o lobby da indústria de armas" de acordo com o The New York Times e uma "quebra de paradigma" de acordo com o The Washington Post.